# 쇼가키 히로노리
쇼가키 히로노리(일본어: 正垣 宏倫, 1945년 5월 25일 ~ )는 일본의 전 프로 야구 선수이다. 구마모토현 구마모토시 출신이며 현역 시절 포지션은 외야수였다. 본명은 쇼가키 야스히로(正垣 泰祐)이다.

## 인물
구마모토 공업고등학교 시절인 1963년에 하계 고시엔 구마모토현 예선 준준결승에 진출했지만 훗날 대학 동기가 되는 에이스 모리우치(니혼 대학 - 젠카네보)가 소속된 구마모토 상업고등학교에게 패하여 고시엔 대회 출전은 이루지 못했다. 고교 졸업 후 니혼 대학에 진학하여 도토 대학 리그에서는 모리우치의 호투도 있어서 1966년 춘계 리그에서 팀의 우승을 이끌었다. 같은 해 전일본 대학 야구 선수권 대회에서는 결승전에서 야마시타 리쓰오, 아리토 미치요 등이 소속된 긴키 대학을 누르고 우승했다. 1966년 추계 리그에서 기록한 한 시즌 6홈런은 1994년 가을에 8홈런을 친 이구치 다다히토(아오야마 가쿠인 대학)에게 기록이 깨질 때까지 도토 리그 기록이었다. 리그 통산 93경기에 출전하여 293타수 86안타, 타율 0.294, 13홈런, 46타점을 기록했고 1965년 춘계 리그 수위 타자, 베스트 나인을 4회 수상했다.
1967년 프로 야구 드래프트 4순위로 한큐 브레이브스에 입단하여 1969년에는 웨스턴 리그에서 수위 타자를 획득했다. 같은 해 1군에 고정됐지만 당시 한큐의 외야진은 나가이케 도쿠지를 비롯한 선수층이 두터워서 주전을 차지하기에는 역부족이었다. 같은 해 요미우리 자이언츠와 맞붙은 일본 시리즈에서는 특히 4차전에서 1번 타자로 발탁됐지만 4타수 무안타를 비롯해 삼진 3개에 그쳤다. 시즌을 통해서 100경기 이상으로 출전하는 일은 없었지만 1971년과 1973년에는 타율 3할을 기록하는 등의 강한 면모를 보여주면서 우타자 겸 대타로서 활약했다. 마찬가지로 좌타자이자 대타로 출전하는 일이 많았던 도긴 히데타카와 함께 한큐 황금 시대의 일원으로 활약했다. 좌완 투수의 대응책도 있어서 1971년부터 매년 20경기 전후로 선발 출전했으며 1975년에는 개인 최다인 26경기에 선발 출전했다.
1977년 나가모토 히로아키와의 맞트레이드로 히로시마 도요 카프에 이적했는데 한큐 시절과 마찬가지로 대타로서 주로 기용됐다. 1979년 긴테쓰 버펄로스와 맞붙은 일본 시리즈에서는 스즈키 게이시, 무라타 다쓰미 등의 두 좌완 투수를 상대로 3경기에서 좌익수 겸 6번 타자로 선발 출전했다. 또한 대타로서도 기용돼 6타수 2안타를 기록했다.
1980년에 현역에서 은퇴했고 이후에는 주고쿠 방송의 야구 해설자로서 활동했다.

## 상세 정보

### 출신 학교
- 구마모토 현립 구마모토 공업고등학교
- 니혼 대학

### 선수 경력
- 한큐 브레이브스(1968년 ~ 1976년)
- 히로시마 도요 카프(1977년 ~ 1980년)

### 개인 기록
- 대타의 대타로서 만루 홈런 : 1977년 8월 27일, 대 다이요 웨일스 전 ※NPB 역대 두 번째[2]

### 등번호
- 13(1968년 ~ 1976년)
- 27(1977년 ~ 1980년)

### 등록명
- 正垣 泰祐(しょうがき やすひろ 쇼가키 야스히로[*], 1968년 ~ 1975년)
- 正垣 宏倫(しょうがき ひろのり 쇼가키 히로노리[*], 1976년 ~ 1980년)

### 연도별 타격 성적
| 연 도       | 소 속       | 경 기 | 타 석 | 타 수 | 득 점 | 안 타 | 2 루 타 | 3 루 타 | 홈 런 | 루 타 | 타 점 | 도 루 | 도 루 자 | 희 생 번 | 희 생 플 | 볼 넷 | 고 4 | 사 구 | 삼 진 | 병 살 타 | 타 율 | 출 루 율 | 장 타 율 | O P S |
| ----------- | ----------- | ----- | ----- | ----- | ----- | ----- | ------- | ------- | ----- | ----- | ----- | ----- | -------- | -------- | -------- | ----- | ---- | ----- | ----- | -------- | ----- | -------- | -------- | ----- |
| 1969년      | 한큐        | 42    | 61    | 53    | 3     | 17    | 1       | 0       | 0     | 18    | 4     | 2     | 0        | 4        | 0        | 4     | 0    | 0     | 9     | 2        | .321  | .368     | .340     | .708  |
| 1970년      | 한큐        | 46    | 62    | 48    | 10    | 10    | 1       | 0       | 4     | 23    | 10    | 1     | 0        | 1        | 1        | 10    | 0    | 2     | 11    | 0        | .208  | .361     | .479     | .840  |
| 1971년      | 한큐        | 79    | 148   | 119   | 29    | 38    | 6       | 0       | 5     | 59    | 16    | 1     | 2        | 2        | 1        | 20    | 1    | 6     | 15    | 4        | .319  | .438     | .496     | .934  |
| 1972년      | 한큐        | 79    | 125   | 102   | 13    | 17    | 1       | 0       | 2     | 24    | 2     | 2     | 1        | 4        | 0        | 16    | 1    | 3     | 12    | 1        | .167  | .298     | .235     | .533  |
| 1973년      | 한큐        | 91    | 139   | 118   | 21    | 36    | 6       | 1       | 3     | 53    | 21    | 2     | 3        | 0        | 2        | 13    | 0    | 6     | 8     | 2        | .305  | .396     | .449     | .845  |
| 1974년      | 한큐        | 95    | 120   | 98    | 5     | 18    | 1       | 1       | 1     | 24    | 10    | 1     | 2        | 1        | 3        | 16    | 1    | 2     | 21    | 1        | .184  | .303     | .245     | .547  |
| 1975년      | 한큐        | 82    | 142   | 128   | 4     | 30    | 5       | 1       | 0     | 37    | 7     | 1     | 1        | 1        | 0        | 12    | 1    | 1     | 15    | 6        | .234  | .305     | .289     | .594  |
| 1976년      | 한큐        | 68    | 109   | 98    | 7     | 19    | 4       | 0       | 2     | 29    | 13    | 0     | 0        | 1        | 0        | 8     | 0    | 2     | 10    | 1        | .194  | .269     | .296     | .564  |
| 1977년      | 히로시마    | 36    | 56    | 50    | 3     | 11    | 2       | 0       | 1     | 16    | 6     | 0     | 0        | 1        | 0        | 5     | 0    | 0     | 11    | 2        | .220  | .291     | .320     | .611  |
| 1978년      | 히로시마    | 30    | 27    | 19    | 2     | 6     | 1       | 0       | 0     | 7     | 6     | 0     | 0        | 0        | 0        | 8     | 0    | 0     | 1     | 0        | .316  | .519     | .368     | .887  |
| 1979년      | 히로시마    | 38    | 45    | 36    | 4     | 6     | 1       | 0       | 0     | 7     | 5     | 0     | 0        | 0        | 0        | 9     | 0    | 0     | 8     | 1        | .167  | .333     | .194     | .528  |
| 1980년      | 히로시마    | 21    | 20    | 17    | 0     | 1     | 0       | 0       | 0     | 1     | 1     | 0     | 0        | 0        | 0        | 3     | 0    | 0     | 5     | 1        | .059  | .200     | .059     | .259  |
| 통산 : 12년 | 통산 : 12년 | 707   | 1054  | 886   | 101   | 209   | 29      | 3       | 18    | 298   | 101   | 10    | 9        | 15       | 7        | 124   | 4    | 22    | 126   | 21       | .236  | .342     | .336     | .678  |